# Rudolph Willmers

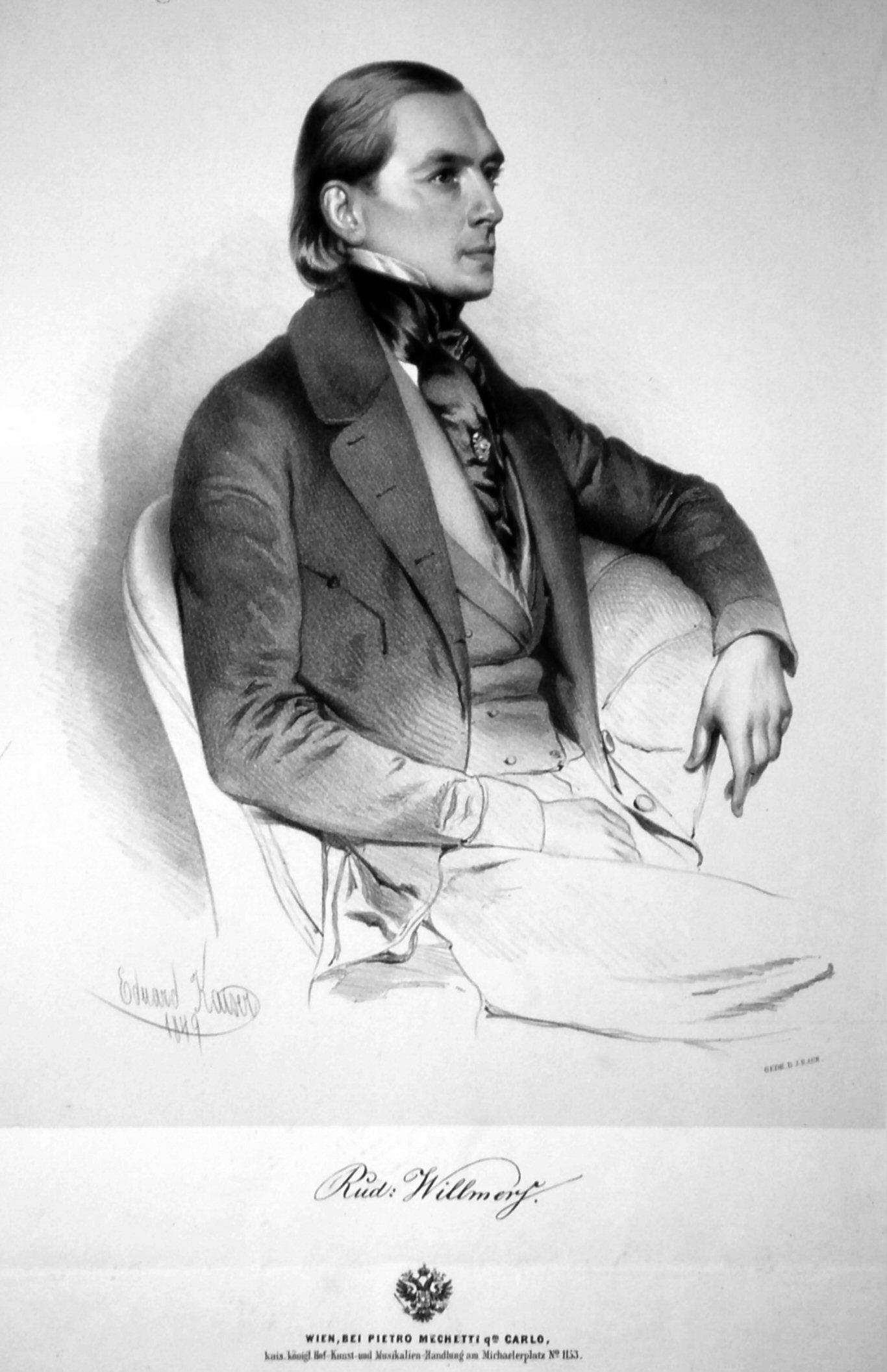
Rudolf Willmers, Lithographie von Eduard Kaiser, 1849

Rudolph Heinrich Willmers (* 30. Oktober 1821 in Berlin; † 24. August 1878 in Wien) war ein deutscher Komponist und Pianist.

## Leben
Willmers kam in Berlin als Sohn eines dänischen Vaters und einer französischen Mutter zur Welt. Sein Vater vermittelte ihm in frühester Kindheit die Grundlagen sowohl des Klavier- als auch des Schachspiels. Im Alter von zehn Jahren gab er in Stettin sein erstes öffentliches Konzert. Er wuchs in Kopenhagen auf und wurde mit 13 Jahren Schüler von Johann Nepomuk Hummel in Weimar. Anfang des Jahres 1836 unternahm er erstmals eine Konzerttournee, bei der er im Februar in Leipzig mit Robert Schumann zusammentraf, der über ihn ein „Ehrenzeugniß“ veröffentlichte, in dem er insbesondere „sein musikalisches Talent im freien Phantasiren“ hervorhob. Von 1837 bis 1844 korrespondierte Schumann auch mit Willmers.
1836 bis 1838 vollendete er seine Studien bei Friedrich Schneider in Dessau. Anschließend unternahm er zahlreiche Konzertreisen durch Deutschland, Österreich und Skandinavien. Willmers’ äußerst virtuoses Spiel wurde teilweise mit dem von Franz Liszt verglichen. 1864 wurde er Professor am Stern’schen Konservatorium in Berlin, eine Stellung, die er indes schon 1866 wieder aufgab. Seitdem lebte er zu Wien, wo er an der Horak’schen Musikschule Wien-Wieden Klavier unterrichtete. Willmers gab viele brillante Klavierwerke heraus, auch eine Violinsonate (op. II).
Daneben trat er ab den 1850er Jahren auch als Schachkomponist hervor: im Jahr 1856 veröffentlichte die Leipziger Illustrirte Zeitung sein erstes Schachproblem, im Jahr 1857 gewann er das „Amerikanische Problemturnier“. Willmers gehörte 1857 zu den Gründungsmitgliedern der Wiener Schachgesellschaft.
Willmers war zweimal verheiratet. Seine erste Ehe wurde geschieden, seine zweite Ehefrau starb im Alter von dreißig Jahren im Jahr 1875. Im August 1878 wurde er „plötzlich von einem Anfall von Geistestrübung erfaßt“ und in eine psychiatrische Klinik in Wien eingeliefert. Dort verstarb er wenige Tage später. Als Todesursache wurde eine Lungenentzündung bzw. ein Schlaganfall in der Presse gemeldet. Willmers hinterließ eine 15-jährige Tochter.